# 路堑

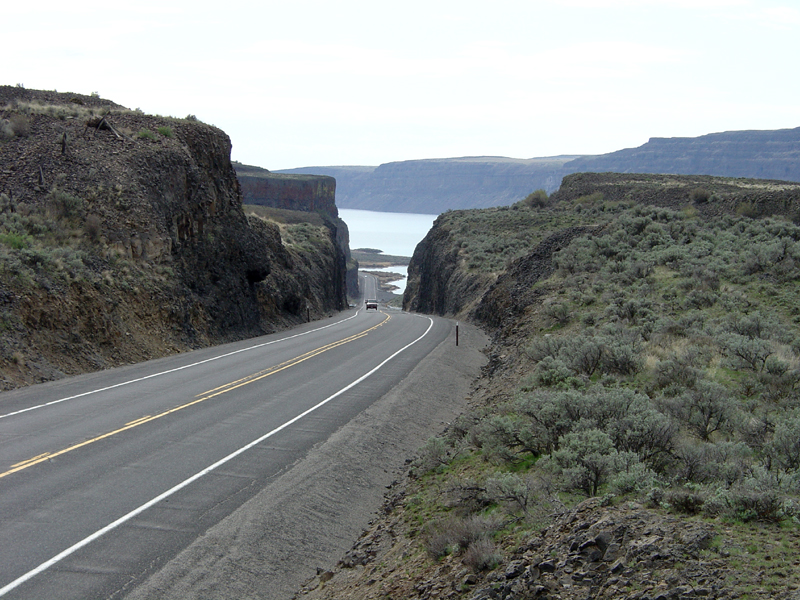
路堑

在土木工程中，路堑（英语：Cut）是高于现路水平面的地表土石被挖走的工程。一般用于公路、铁路、运河，以截弯取直、降低纵坡。 

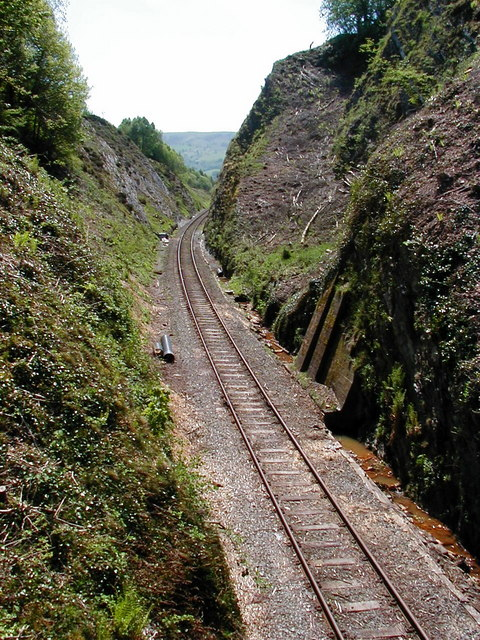
1860年开通的穿过威尔士坎布里安山脉花岗岩的纽顿-马汉莱斯铁路的塔勒西格路堑，深36米，是当时世界上最深的路堑。

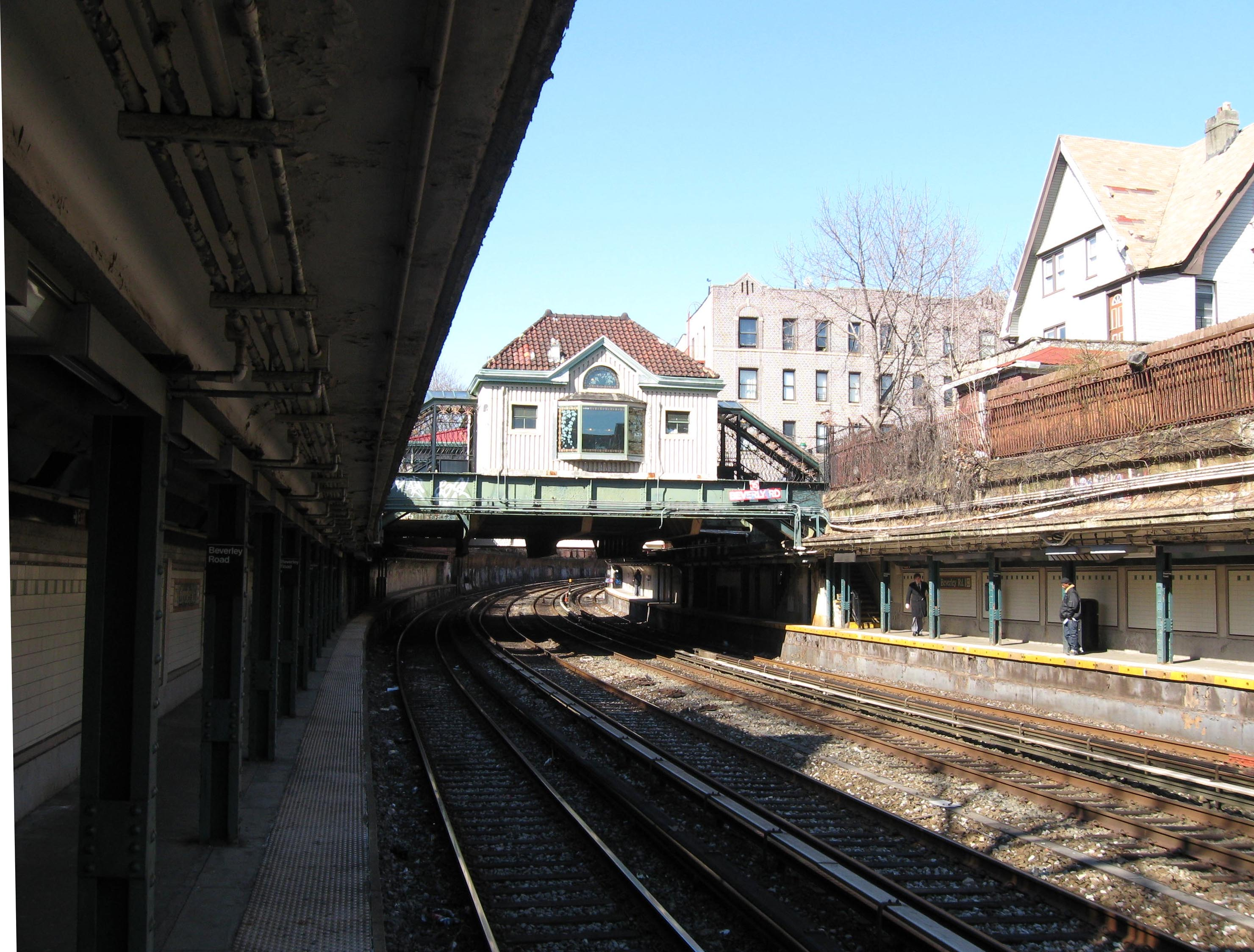
Open-cut station of the New York City Subway

挖掘路堑可以用人力锹挖、平地机、铲运机、挖掘机、钻爆法。
路堑可分为山边绕过的与穿山而过的两种。

## 著名路堑
- 库莱布拉峡谷是巴拿马运河穿过美洲大陆分水岭的一段，长约12.6公里
- 科林斯运河：希腊本土与伯罗奔尼撒半岛之间